# Liane corail
Antigonon leptopus
Pour les articles homonymes, voir Liane (plante) et Corail.
Espèce
La liane corail (Antigonon leptopus) est une espèce de plantes à fleurs de la famille des Polygonaceae. C'est une plante grimpante originaire du Mexique (dans les régions inférieures à 1000 m d'altitude).
La liane corail est souvent plantée dans les zones tropicales et subtropicales où elle peut devenir une plante envahissante.

## Description

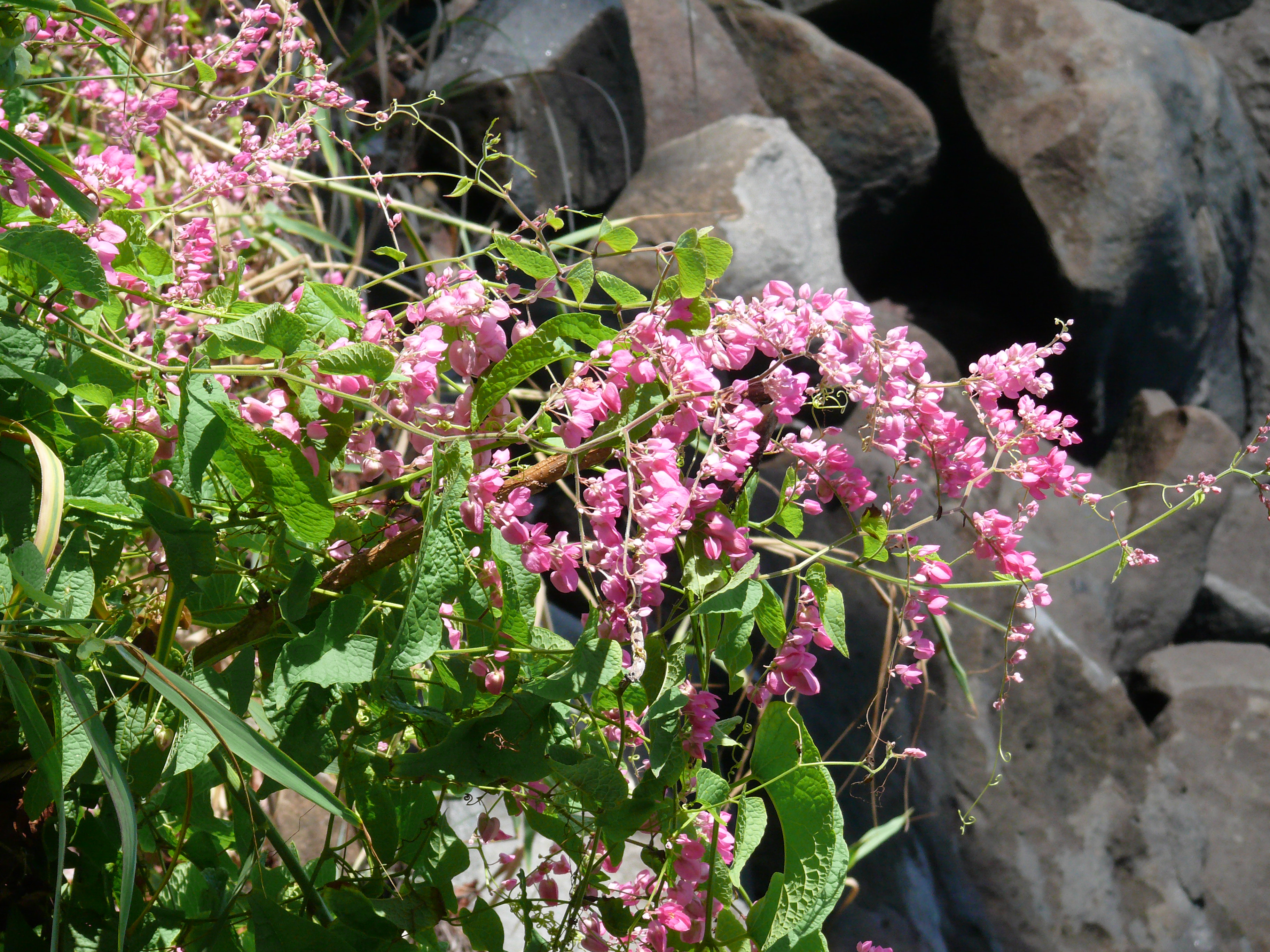
Antigonon leptopus sur l'île Royale en Guyane.

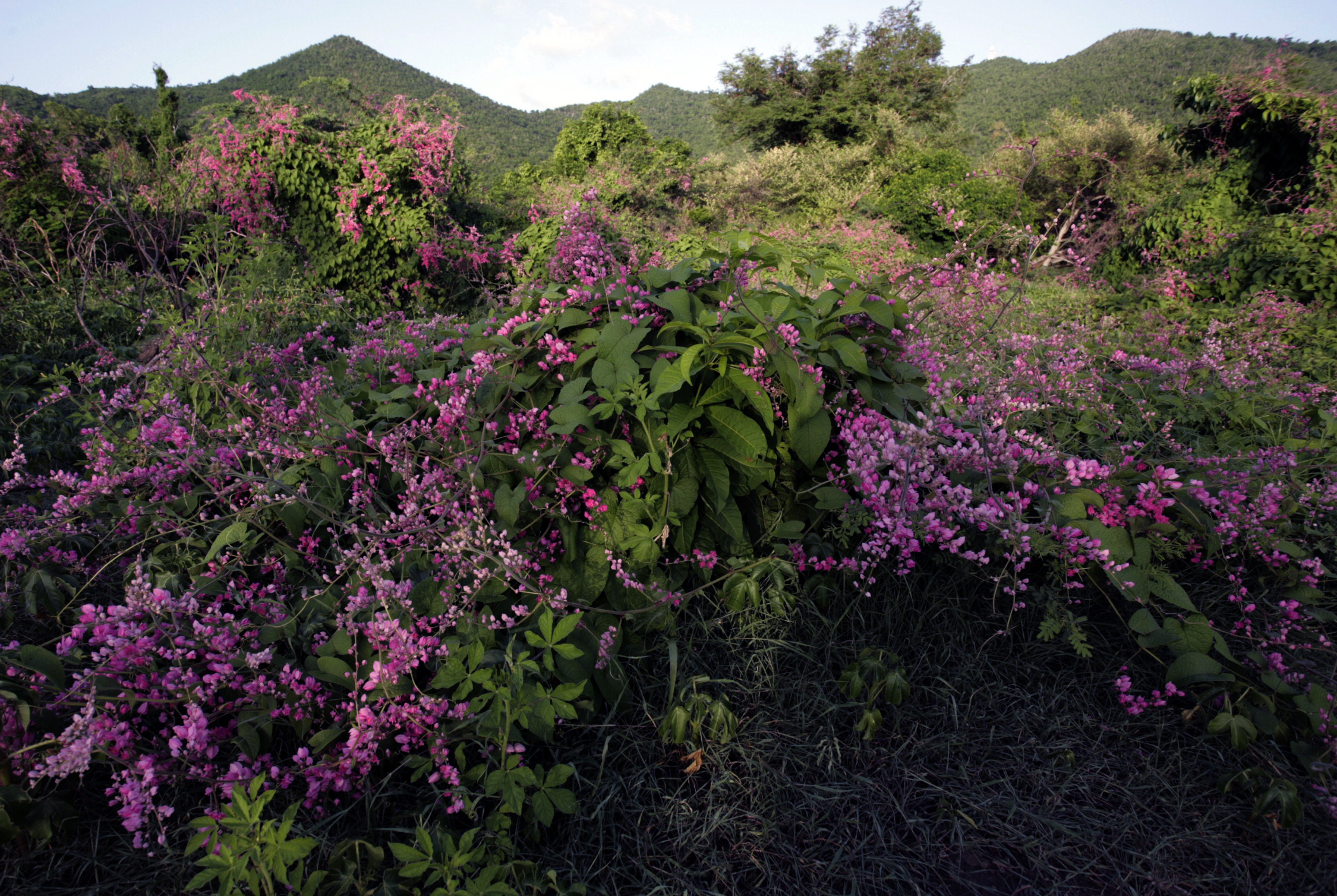
massifs de Coralita.

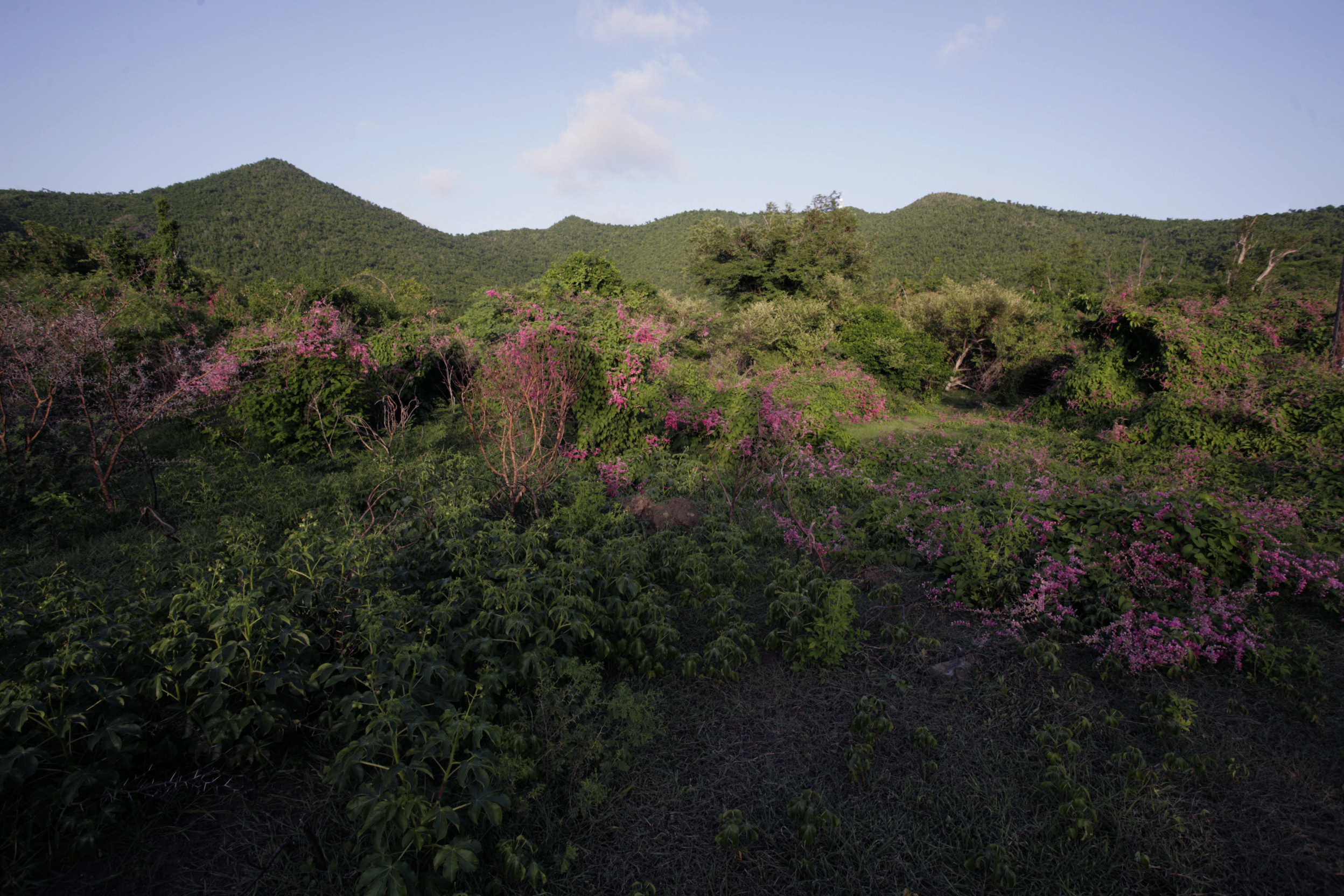

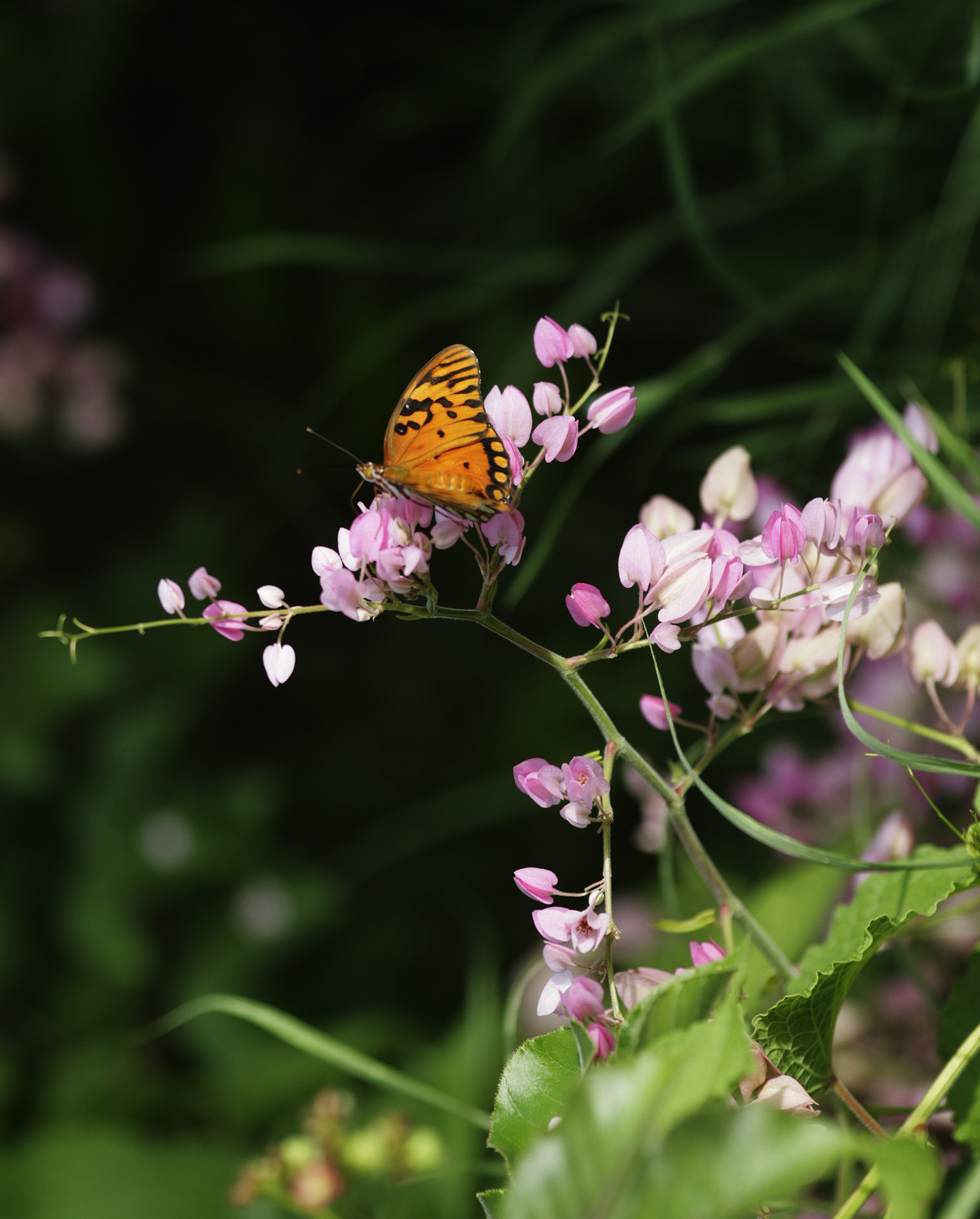
Papillon sur Coralita.

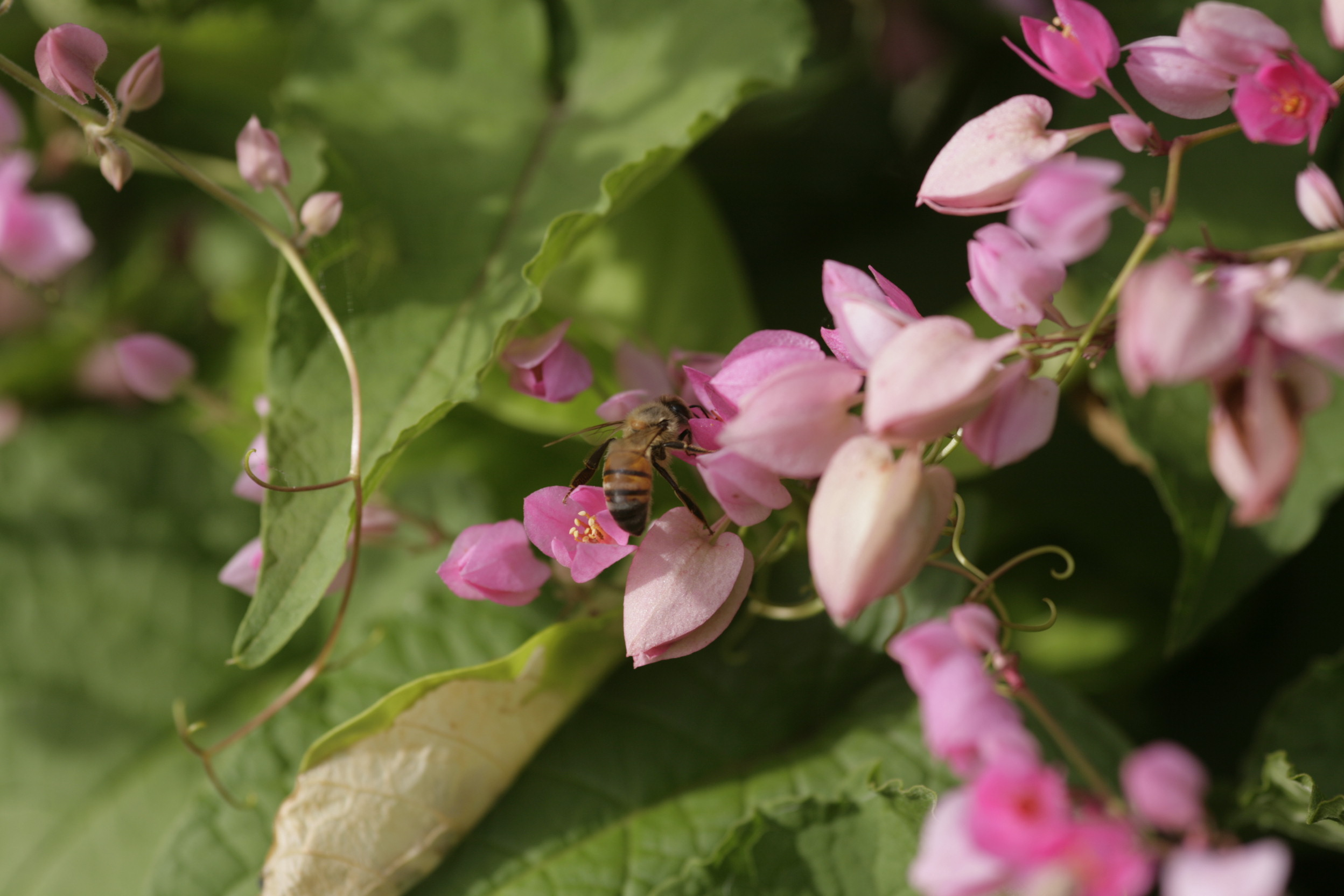
Détail de Coralita.

La liane corail est une plante grimpante à croissance rapide qui peut atteindre, grâce à ses vrilles, une longueur de 10 à 12 m. La base du tronc peut devenir ligneuse avec l'âge.
La plante forme des tubercules souterrains et de grandes racines.
Ses feuilles cordiformes mesurent 2 à 8 cm de long.
Ses fleurs blanches ou roses (diamètre de 0,4 à 2,0 cm) sont portées en panicules et sont très appréciées des abeilles. Les tépales sont enflés pour la maturation des fruits et forment une enveloppe ressemblant à du papier.
Le fruit est un long akène triangulaire mesurant de 0,6 à 1 cm et ressemblant au sarrasin. Ces nombreuses graines sont consommées et propagées par un large éventail d'animaux tels que les sangliers, les ratons laveurs et les oiseaux.
La multiplication se fait par semis ou marcottage. Les tubercules produisent des rejets s'ils sont coupés ou endommagés par le gel.

## Utilisations
Au Mexique, on consomme ces graines préparées comme du pop corn.
La plante est aussi utilisée comme plante médicinale contre la toux, la fièvre ou les maux de gorge dans les États du nord du Mexique comme Baja California Sur et Sonora, et sur la côte ouest, dans l'état du Guerrero. Le thé est préparé avec des branches ou des racines. Pour la toux, on ajoute de la cannelle.